# Алоїс Гудець
Алоїс Гудець (чеськ. Alois Hudec, 12 липня 1908, Рачице, Вишков, Південноморавський край — 23 січня 1997, Прага) — чехословацький гімнаст, олімпійський чемпіон, чемпіон світу.

## Біографічні дані
В чотири роки Алоїс Гудець захворів на дифтерію, через що у нього була паралізована половина обличчя і ліве стегно. Але Алоїс не хотів відрізнятися від інших дітей, тому почав тренуватися вдома з братами на підручних інструментах, а з десяти років тренувався у місцевому спортивному клубі. Завдяки наполегливості і самодисципліні Алоїс, не маючи вражаючих фізичних даних, став одним з кращих гімнастів.
1931 року у Парижі на міжнародних змаганнях, присвячених 50-річчю FIG, Алоїс Гудець змагався відразу в чотирнадцяти дисциплінах і завоював золоті медалі в абсолютному заліку, вільних вправах та вправах на кільцях.
На чемпіонаті світу 1934 Алоїс Гудець завоював золоту медаль у вправах на кільцях та срібну в командному заліку.
На Олімпіаді 1936 він знов отримав золоту медаль у вправах на кільцях.
На чемпіонаті світу 1938 Алоїс Гудець досяг найбільшого успіху, завоювавши золоті медалі у вільних вправах, вправах на кільцях і командному заліку, а також срібні — на брусах та перекладині.
Друга світова війна перервала кар'єру Гудеця. Після завершення виступів крім основної роботи в банку він займався тренерською роботою.